# علي الدباغ
علي مهدي جواد الدباغ الهذلي (1955-الآن) سياسي وكاتب عراقي، شغل منصب الناطق الرسمي باسم الحكومة العراقية، ويرأس حالياً تجمع كفاءات العراق.
عمل في ديوان وزارة الخارجية في بغداد رئيساً لدائرة أستراليا ونيوزيلندا. ويعمل حالياً سفيراً لجمهورية العراق في سلطنة عمان.

## الميلاد
ولد عام 1955 في كربلاء في العراق وأكمل دراسته الإبتدائية في مدرسة السبط ثم أكمل الإعدادية في إعدادية كربلاء عام 1973 ليدخل كلية الهندسة- جامعة بغداد حيث تخرّج بتفوق من قسم الهندسة المدنية عام 1977 هاجر بعدها إلى الإمارات العربية المتحدة حيث عمل مهندساً تحت التجربة في إحدى شركات المقاولات وتدرّج في الوظيفة ليصبح مديرا عاما لشركة مقاولات في مجموعة كبرى في دبي.

## الخبرات
- 30 سنة في مؤسسات كبرى وشركات مقاولات وأعمال حرة في دولة الإمارات العربية المتحدة والدول الأوربية وكندا والصين وشرق آسيا.
- خبرة واسعة في قيادة الأفراد وإدارة وتطوير مؤسسات تجارية وعلاقات عمل واسعة.
- مدير شركة مقاولات كبرى لتنفيذ مشاريع مباني تجارية وسكنية وخدمية.
- خبير في التجارة الدولية والاتصالات وتجارة الأسهم والعقارات.
- علاقات واسعة مع سياسيين وأكاديميين وكتاب في مختلف دول العالم.
- ناشط في الحقل الاجتماعي والتبليغ الديني والشأن العام.
- مساهم رئيسي وناشط في العديد من الدول لمتابعة الشأن العراقي منذ عام 1990 في باكستان والهند وجنوب آسيا وأوروبا وأمريكا الشمالية.
- متابعة مشاكل ومعاناة العراقيين في المهاجر.
- كاتب مقالات عديدة حول الشأن العراقي.
- محاضر في العديد من الدول حول الشأن العراقي.
- محلل سياسي في العديد من الحوارات التلفزيونية حول الشان العراقي.
- ناشط في مجال حقوق الإنسان.
- كشف جرائم النظام البائد وانتهاكات حقوق الإنسان في العراق عبر ندوات ومحاضرات عديدة في جامعة لاهور (باكستان) وبنغالور (الهند) وحوارات مع سياسين وأحزاب عديدة في الهند، الباكستان، إيران، ماليزيا، الصين، كندا، هولندا، مصر، المغرب، سوريا، الأردن، لبنان، تركيا.
- عضو في العديد من الهيئات والمنظمات الدولية.
- أحد مؤسسي المعهد الاستراتيجي العراقي في واشنطن وهي مؤسسة خيرية من أهدافها المساهمة في نشر الوعي الصحيح في الولايات المتحدة عن الوضع في العراق ومساعدة المؤسسات العراقية في مجالات التعليم والتدريب داخل العراق والمساعدة على التخطيط الإستراتيجي للمجتمع العراقي.
- عضو الجمعية الوطنية العراقية ولجنة كتابة الدستور ولجنة العلاقات الخارجية.
- الناطق الرسمي للحكومة العراقية.[3]